# Camarate, Unhos e Apelação
Camarate, Unhos e Apelação (oficialmente: União das Freguesias de Camarate, Unhos e Apelação) é uma freguesia portuguesa do município de Loures, com 11,57 km² de área e 33 505 habitantes (censo de 2021) tendo, por isso, uma densidade populacional de 2 895,9 hab./km².

## História
Foi constituída em 2013, no âmbito de uma reforma administrativa nacional, pela agregação das antigas freguesias de Camarate, Unhos e Apelação. A sede da nova freguesia situa-se em Camarate, a maior e mais povoada das três.

## Demografia
A população registada nos censos foi:
| Distribuição da População por Grupos Etários | Distribuição da População por Grupos Etários | Distribuição da População por Grupos Etários | Distribuição da População por Grupos Etários | Distribuição da População por Grupos Etários | Distribuição da População por Grupos Etários |
| -------------------------------------------- | -------------------------------------------- | -------------------------------------------- | -------------------------------------------- | -------------------------------------------- | -------------------------------------------- |
| Antes da agregação                           |                                              |                                              |                                              |                                              |                                              |
| Ano                                          | 0-14 anos                                    | 15-24 anos                                   | 25-64 anos                                   | >= 65 anos                                   | Total                                        |
| 2001                                         | 6516                                         | 5726                                         | 19470                                        | 3683                                         | 35395                                        |
| 2011                                         | 6031                                         | 4552                                         | 19075                                        | 5285                                         | 34943                                        |
| Após a agregação                             |                                              |                                              |                                              |                                              |                                              |
| Ano                                          | 0-14 anos                                    | 15-24 anos                                   | 25-64 anos                                   | >= 65 anos                                   | Total                                        |
| 2021                                         | 5445                                         | 3901                                         | 17215                                        | 6944                                         | 33505                                        |